# Cuzorn
Cuzorn est une commune du Sud-Ouest de la France, située dans le département de Lot-et-Garonne (région Nouvelle-Aquitaine).

## Géographie

### Localisation
Commune de l'aire d'attraction de Fumel située aux portes de la Bouriane dans la vallée de la Lémance sur l'ex-route nationale 710 et la ligne de Niversac à Agen (la gare de Cuzorn est fermée) entre Sauveterre-la-Lémance et Fumel.

### Communes limitrophes
Les communes limitrophes sont  Blanquefort-sur-Briolance, Fumel, Gavaudun, Monsempron-Libos, Saint-Front-sur-Lémance et Salles.
|          | Blanquefort-sur-Briolance | Saint-Front-sur-Lémance |
| Gavaudun | Cuzorn                    |                         |
| Salles   | Monsempron-Libos          | Fumel                   |

Le département du Lot n'est qu'à 200 mètres du territoire communal à l'est (commune de Soturac).

### Climat
Pour des articles plus généraux, voir Climat de la Nouvelle-Aquitaine et Climat de Lot-et-Garonne.
Historiquement, la commune est exposée à un climat océanique aquitain.  
En 2020, Météo-France publie une typologie des climats de la France métropolitaine dans laquelle la commune est exposée à un climat océanique altéré et est dans la région climatique Aquitaine, Gascogne, caractérisée par une pluviométrie abondante au printemps, modérée en automne, un faible ensoleillement au printemps, un été chaud (19,5 °C), des vents faibles, des brouillards fréquents en automne et en hiver et des orages fréquents en été (15 à 20 jours).
Pour la période 1971-2000, la température annuelle moyenne est de 12,5 °C, avec une amplitude thermique annuelle de 15,6 °C. Le cumul annuel moyen de précipitations est de 865 mm, avec 11,8 jours de précipitations en janvier et 6,4 jours en juillet. Pour la période 1991-2020, la température moyenne annuelle observée sur la station météorologique la plus proche, située sur la commune de Lacapelle-Biron à 7 km à vol d'oiseau, est de 13,6 °C et le cumul annuel moyen de précipitations est de 833,3 mm,. Pour l'avenir, les paramètres climatiques de la commune estimés pour 2050 selon différents scénarios d’émission de gaz à effet de serre sont consultables sur un site dédié publié par Météo-France en novembre 2022.

## Urbanisme

### Typologie
Au 1er janvier 2024, Cuzorn est catégorisée commune rurale à habitat dispersé, selon la nouvelle grille communale de densité à sept niveaux définie par l'Insee en 2022.
Elle appartient à l'unité urbaine de Fumel, une agglomération intra-départementale regroupant sept  communes, dont elle est une commune de la banlieue,,. Par ailleurs la commune fait partie de l'aire d'attraction de Fumel, dont elle est une commune de la couronne,. Cette aire, qui regroupe 10 communes, est catégorisée dans les aires de moins de 50 000 habitants,.

### Occupation des sols

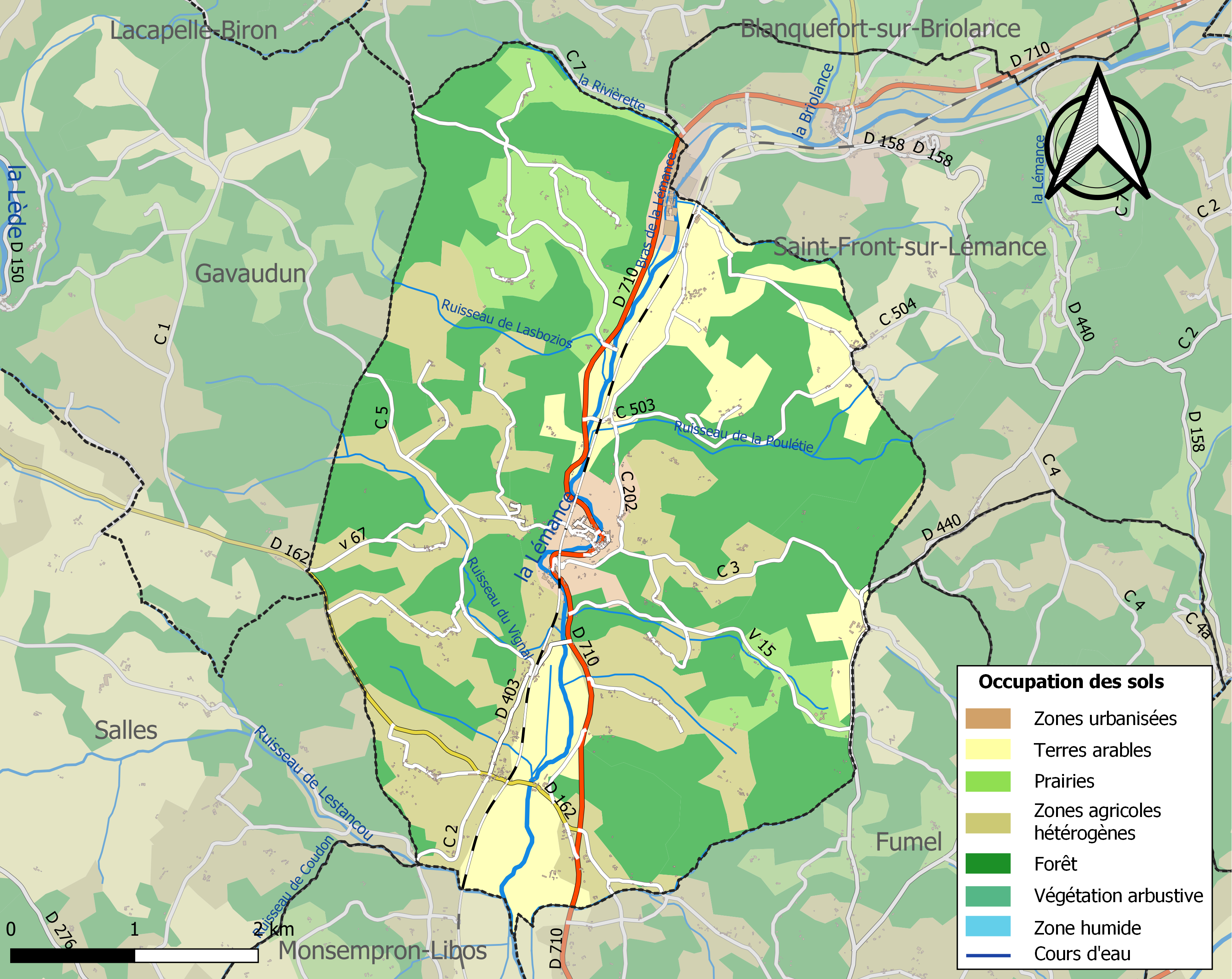
Carte des infrastructures et de l'occupation des sols de la commune en 2018 (CLC).

L'occupation des sols de la commune, telle qu'elle ressort de la base de données européenne d’occupation biophysique des sols Corine Land Cover (CLC), est marquée par l'importance des forêts et milieux semi-naturels (48,9 % en 2018), une proportion sensiblement équivalente à celle de 1990 (49 %). La répartition détaillée en 2018 est la suivante : 
forêts (48,9 %), zones agricoles hétérogènes (24,7 %), terres arables (14,4 %), prairies (8,9 %), zones urbanisées (2,5 %), zones industrielles ou commerciales et réseaux de communication (0,7 %). L'évolution de l’occupation des sols de la commune et de ses infrastructures peut être observée sur les différentes représentations cartographiques du territoire : la carte de Cassini (XVIIIe siècle), la carte d'état-major (1820-1866) et les cartes ou photos aériennes de l'IGN pour la période actuelle (1950 à aujourd'hui).

### Risques majeurs
Le territoire de la commune de Cuzorn est vulnérable à différents aléas naturels : météorologiques (tempête, orage, neige, grand froid, canicule ou sécheresse), inondations, feux de forêts, mouvements de terrains et séisme (sismicité très faible). Il est également exposé à un risque technologique,  le transport de matières dangereuses. Un site publié par le BRGM permet d'évaluer simplement et rapidement les risques d'un bien localisé soit par son adresse soit par le numéro de sa parcelle.

#### Risques naturels
Certaines parties du territoire communal sont susceptibles d’être affectées par le risque d’inondation par une crue à  débordement lent de cours d'eau, notamment la Lémance. La commune a été reconnue en état de catastrophe naturelle au titre des dommages causés par les inondations et coulées de boue survenues en 1982, 1983, 1993, 1999, 2003, 2008, 2009 et 2021,.
Cuzorn est exposée au risque de feu de forêt. Depuis le 20 avril 2016, les départements de la Gironde, des Landes et de Lot-et-Garonne disposent d’un règlement interdépartemental de protection de la forêt contre les incendies. Ce règlement vise à mieux prévenir les incendies de forêt, à faciliter les interventions des services et à limiter les conséquences, que ce soit par le débroussaillement, la limitation de l’apport du feu ou la réglementation des activités en forêt. Il définit en particulier cinq niveaux de vigilance croissants auxquels sont associés différentes mesures,.
Les mouvements de terrains susceptibles de se produire sur la commune sont des affaissements et effondrements liés aux cavités souterraines (hors mines) et des tassements différentiels. Afin de mieux appréhender le risque d’affaissement de terrain, un inventaire national permet de localiser les éventuelles cavités souterraines sur la commune.

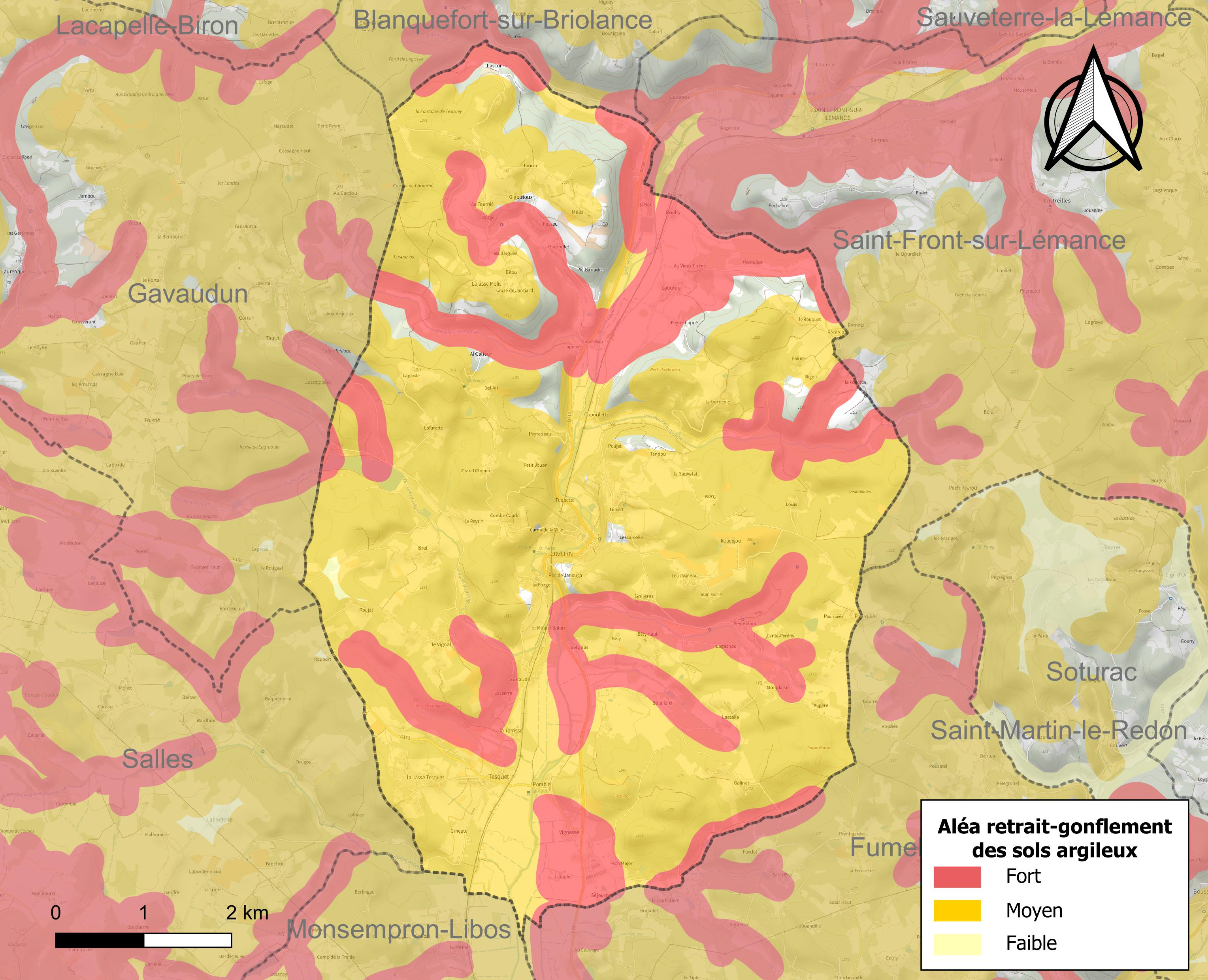
Carte des zones d'aléa retrait-gonflement des sols argileux de Cuzorn.

Le retrait-gonflement des sols argileux est susceptible d'engendrer des dommages importants aux bâtiments en cas d’alternance de périodes de sécheresse et de pluie. 93,2 % de la superficie communale est en aléa moyen ou fort (91,8 % au niveau départemental et 48,5 % au niveau national). Depuis le 1er octobre 2020, en application de la loi ELAN, différentes contraintes s'imposent aux vendeurs, maîtres d'ouvrages ou constructeurs de biens situés dans une zone classée en aléa moyen ou fort,.
Concernant les mouvements de terrains, la commune a été reconnue en état de catastrophe naturelle au titre des dommages causés par la sécheresse en 2003, 2005, 2006 et 2017 et par des mouvements de terrain en 1999.

## Politique et administration
| Période                                  | Période   | Identité                      | Étiquette | Qualité                                                  |
| ---------------------------------------- | --------- | ----------------------------- | --------- | -------------------------------------------------------- |
| 1789                                     | 1790      | Guillaume Ballande            |           |                                                          |
| 1790                                     | 1792      | Jean-François Aillaud         |           |                                                          |
| 1792                                     | 1810      | Antoine Bel                   |           |                                                          |
| 1810                                     | 1818      | Pierre Joseph Bel de Roudigou |           |                                                          |
| 1818                                     | 1833      | François Austruy              |           |                                                          |
| 1833                                     | 1834      | Jacques Vierge                |           |                                                          |
| 1834                                     | 1840      | Casimir Ballande              |           |                                                          |
| 1840                                     | 1865      | Mauvezy Jean Blot             |           |                                                          |
| 1865                                     | 1870      | Jean Baras                    |           |                                                          |
| 1870                                     | 1871      | Émile Austruy                 |           |                                                          |
| 1871                                     | 1876      | Jean Baras                    |           |                                                          |
| 1876                                     | 1877      | Jean Émile Austruy            |           |                                                          |
| 1877                                     | 1896      | Pierre Bergues                |           |                                                          |
| 1896                                     | 1906      | Émile Austruy                 |           |                                                          |
| 1906                                     | 1919      | Henri Austruy                 |           |                                                          |
| 1919                                     | 1925      | Jean Fabre                    |           |                                                          |
| 1925                                     | mars 1977 | François Delpon               |           |                                                          |
| mars 1977                                | mars 2001 | Robert Carnejarc              |           |                                                          |
| mars 2001                                | mars 2008 | Christian Rabot               |           | Agriculteur                                              |
| mars 2008                                | En cours  | Didier Caminade               | DVD       | Chef d'entreprise Président de la Communauté de Communes |
| Les données manquantes sont à compléter. |           |                               |           |                                                          |

## Démographie
| 1793  | 1800  | 1806  | 1821  | 1831  | 1836  | 1841  | 1846  | 1851  |
| ----- | ----- | ----- | ----- | ----- | ----- | ----- | ----- | ----- |
| 1 175 | 1 247 | 1 184 | 1 257 | 1 373 | 1 439 | 1 418 | 1 378 | 1 451 |

| 1856  | 1861  | 1866  | 1872  | 1876  | 1881  | 1886  | 1891  | 1896  |
| ----- | ----- | ----- | ----- | ----- | ----- | ----- | ----- | ----- |
| 1 474 | 1 435 | 1 401 | 1 380 | 1 360 | 1 303 | 1 267 | 1 151 | 1 081 |

| 1901  | 1906 | 1911 | 1921 | 1926 | 1931 | 1936 | 1946 | 1954 |
| ----- | ---- | ---- | ---- | ---- | ---- | ---- | ---- | ---- |
| 1 048 | 949  | 914  | 889  | 810  | 747  | 740  | 694  | 800  |

| 1962 | 1968 | 1975 | 1982 | 1990 | 1999 | 2005 | 2006 | 2010 |
| ---- | ---- | ---- | ---- | ---- | ---- | ---- | ---- | ---- |
| 823  | 822  | 786  | 837  | 901  | 870  | 834  | 845  | 878  |

| 2015 | 2020 | 2022 | - | - | - | - | - | - |
| ---- | ---- | ---- | - | - | - | - | - | - |
| 854  | 852  | 850  | - | - | - | - | - | - |

## Lieux et monuments
- Église paroissiale Saint-Martin[31], chœur roman, ancien prieuré de l'abbaye d'Aurillac comme Saint-Front et Monsempron. L'édifice a été inscrit au titre des monuments historiques en 1925[31] ;
- Château de Cuzorn[32]. Le castrum de Cuzorn dépendait de la baylie de Tournon. Il est mentionné pour la première fois en 1271 dans le Saisimentum comitatus tholosani, entre les mains d'une dizaine de co-seigneurs ;
- Demeure de Roudigou, avec domaine: ensemble de bâtiments sur voûtes fermant plusieurs cours avec un corps de logis du début du XVIIIe siècle à trois travées et un pigeonnier carré ;
- Vestiges préhistoriques.

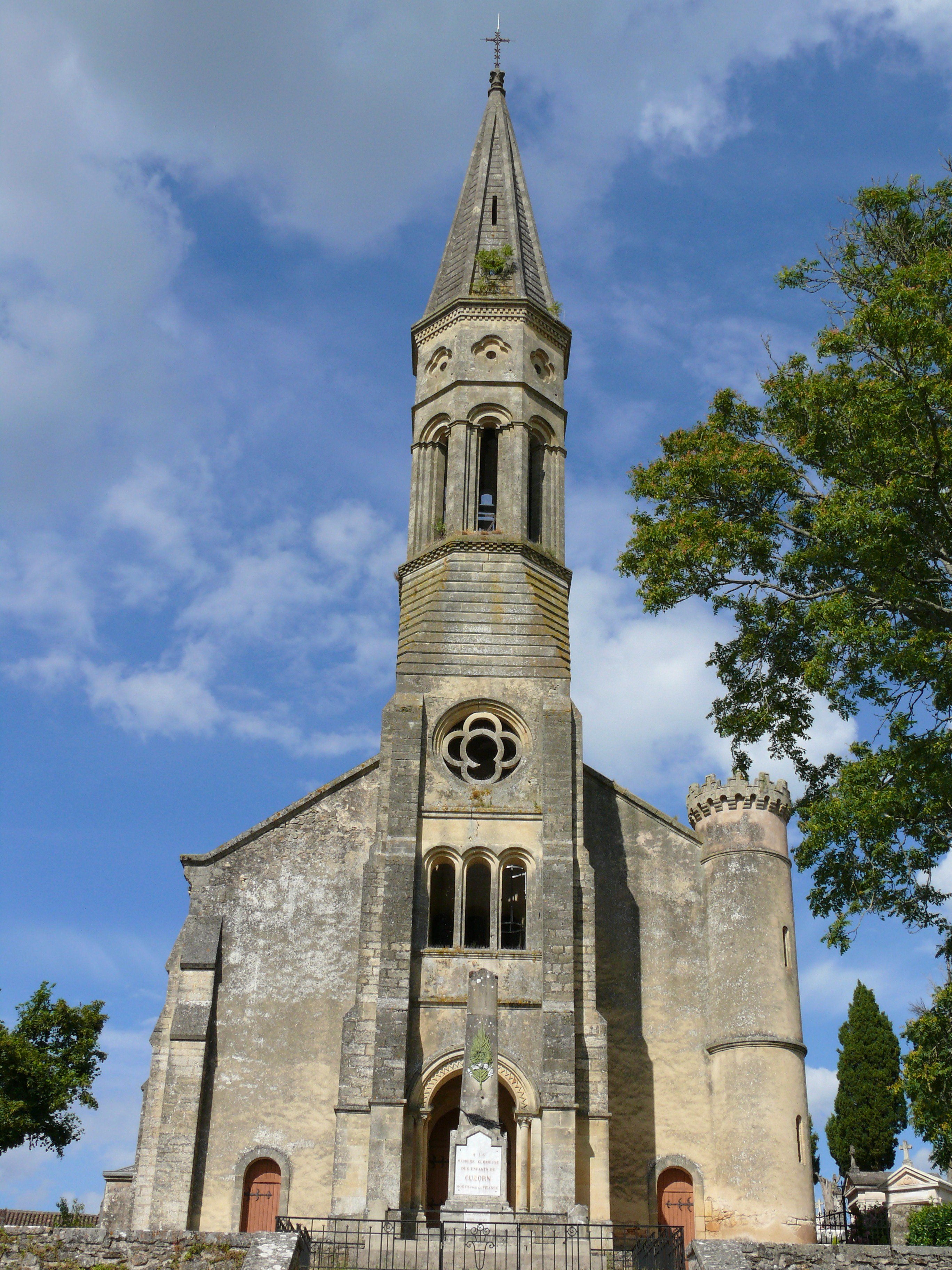
Église Saint-Martin.
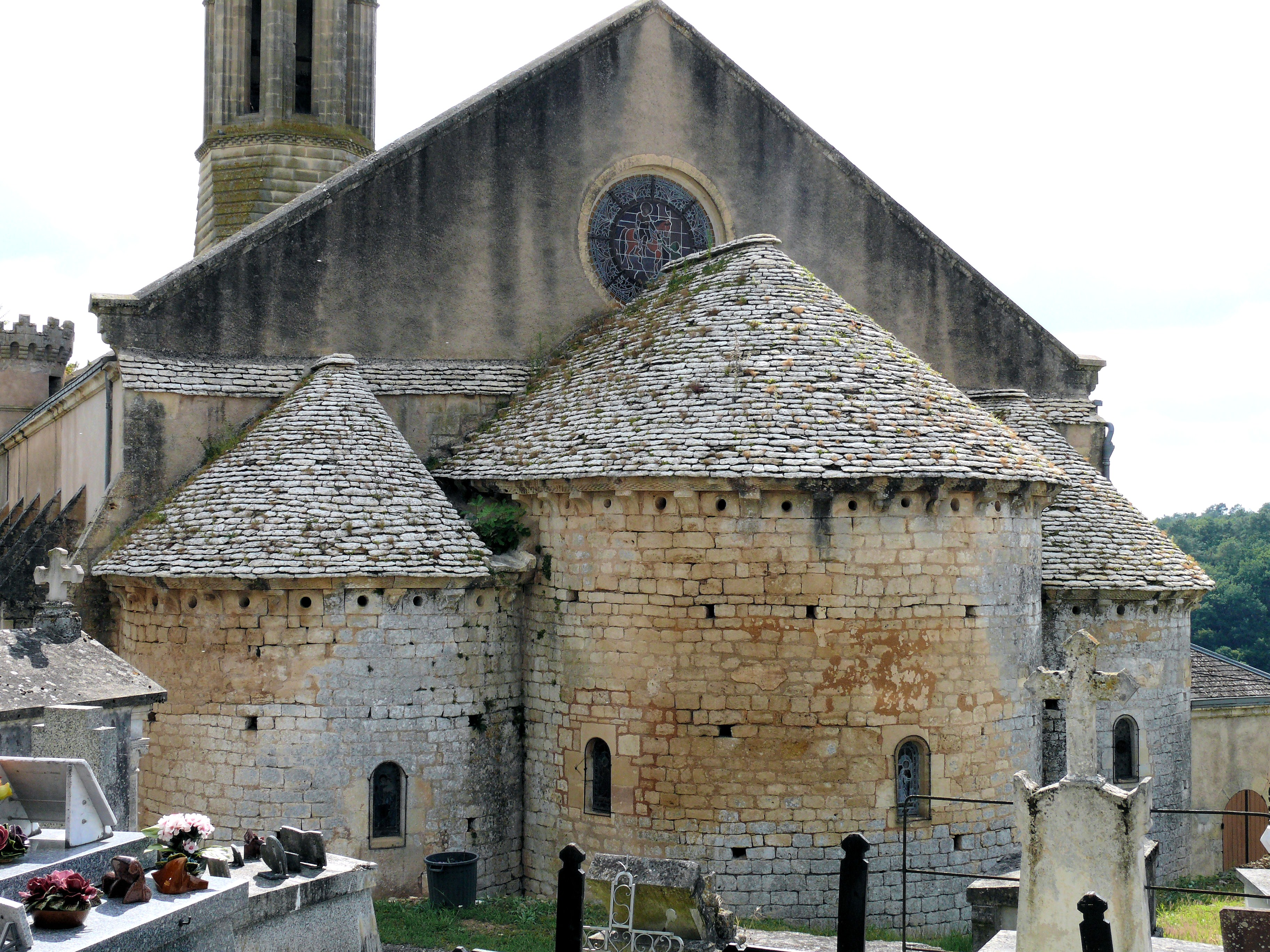
Église Saint-Martin - Chevet roman.
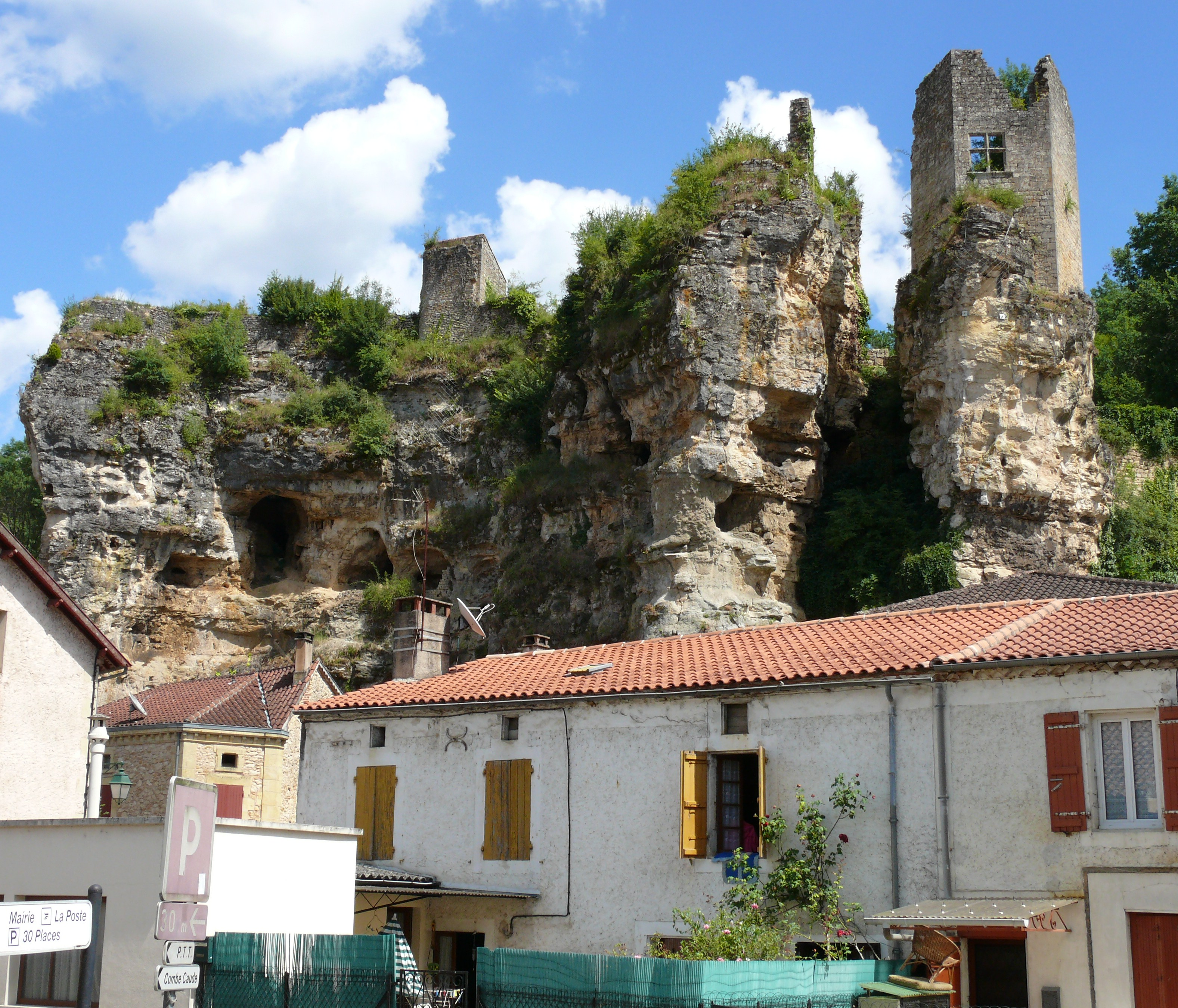
Château.

## Personnalités liées à la commune
- Guillaume Léonard de Bellecombe né en 1728 à Bellecombe de Perville mort en 1792, baron de Cuzorn, gouverneur général des îles Sous-le-Vent, commandant de l'île Bourbon, maréchal de camp des armées du roi.
- Hilarion Ballande né en 1820 à Cuzorn mort en 1887 comédien, auteur et écrivain français, fondateur des « Matinées littéraires du Dimanche » en 1869.
- Henri Austruy (1871-1944), journaliste et écrivain, y est né.
- Jiddu Krishnamurti, séjourne vers 1954 à Roudigou où il écrit une partie de Commentaires sur la vie, sur le conseil d'Aldous Huxley[33].